# Фернс, Линдон
Линдон Фернс (англ. Lyndon Ferns; род. 24 сентября 1983, Полокване, Южно-Африканская Республика) — южноафриканский пловец. Специализировался на плавании вольным стилем и баттерфляем на дистанциях 100 метров.
На Олимпийских играх 2004 года он плыл на втором этапе в эстафете 4×100 метров и выиграл золотую медаль.
На Олимпийских играх 2008 года в финале 100-метровки вольным стилем занял шестое место с результатом 48,04. В полуфинале установил рекорд Африки (48,00).
Он принимал участие в 2009 году в чемпионате мира и ушёл из большого спорта в 2011 году.
Он тренируется в Университете Аризоны.